# The Jungle Trail
The Jungle Trail è un film muto del 1919 diretto da Richard Stanton.

## Trama
Tra due pretendenti alla mano di sua figlia Mary, la signora Lamar vorrebbe che la ragazza sposasse Philip Garson, mentre Mary preferisce Robert Morgan, uomo benestante ma non ricco quanto l'altro. Garson, geloso di Morgan, complotta per liberarsi di lui, organizzandogli una battuta di caccia grossa in Africa, nel corso della quale il rivale verrà eliminato dai suoi complici. Morgan, però, sfugge all'agguato e, nella foresta, scopre un'antica città perduta dell'antico Egitto, dove però gli abitanti si rivelano essere dei cannibali. Wanada, la figlia del capo, si innamora di lui e lo aiuta a fuggire. Ritornato a New York, Morgan scopre che sua madre, dopo aver ricevuto la notizia della sua morte in Africa, è morta di dolore e che l'amata Mary sta per sposare Garson. Aiutato da Wanada, Morgan interrompe la cerimonia di nozze, impedendo il matrimonio.

## Produzione
Il film fu prodotto dalla Fox Film Corporation. Venne girato in Florida, nell'Everglades National Park, con il titolo di lavorazione Lucky Charm.

## Distribuzione
Il copyright del film, richiesto da William Fox, fu registrato il 20 aprile 1919 con il numero LP13638.
Distribuito dalla Fox Film Corporation, il film uscì nelle sale cinematografiche statunitensi il 1º giugno 1919.
Non si conoscono copie ancora esistenti della pellicola che viene considerata presumibilmente perduta.